# Hills (Minnesota)
Hills è un comune degli Stati Uniti d'America, situato nello Stato del Minnesota, nella contea di Rock.